# Elisabeth Scott
Elisabeth Whitworth Scott, née le 20 septembre 1898 et morte le 19 juin 1972, est une architecte britannique.

## Biographie
Née en 1898 à Bournemouth, dans le comté de Dorset, elle a plusieurs oncles architectes dans sa branche ascendante paternelle,. Elle étudie à l'Architectural Association School of Architecture à Londres de 1919 à 1924.
Elle travaille ensuite pendant quatre ans en agence, puis remporte en 1928 un concours international d'architecture, pour l'édification du Royal Shakespeare Theatre, parmi 72 projets sous plis anonymes. Ce succès d'une femme architecte britannique sur un concours majeur pour un édifice public, a ouvert la voie aux femmes britanniques dans ce domaine et a créé des vocations parmi les jeunes femmes,,. Sa société a également conçu et fait construire d'autres édifices dans l'entre-deux-guerres, comme par exemple le Fawcett Building au sein du Newnham College.
Elle meurt en 1972, à 73 ans, presque 74, dans sa ville natale